# 顔だけじゃ好きになりません
『顔だけじゃ好きになりません』（かおだけじゃすきになりません）は、安斎かりんによる日本の漫画作品。『花とゆめ』（白泉社）にて、2020年16号から連載中。累計部数が200万部を突破している。
2024年7月20日発売の『花とゆめ』16号で実写映画化が発表され、2025年3月に公開された。

## 登場人物
知見 才南（ちけん さな）
主人公。美乃和総合高等学校の1年生。整った顔が大好き。奏人の大ファン。ファン心理やSNSに詳しい。運動は苦手。
宇郷 奏人（うごう かなと）
美乃和総合高等学校の高校生。顔が良すぎる青髪男子。才南の先輩だが、授業をサボりすぎて退学寸前。撮られた写真がSNSにバズってしまう。
土井垣（どいがき）
才南のクラスメート。

## 書誌情報
- 安斎かりん『顔だけじゃ好きになりません』白泉社〈花とゆめコミックス〉、既刊15巻（2025年8月20日現在）
  1. 2020年12月18日発売[4][5]、ISBN 978-4-592-22352-8
  2. 2021年7月20日発売[6]、ISBN 978-4-592-22353-5
  3. 2021年10月20日発売[7]、ISBN 978-4-592-22354-2
  4. 2022年3月18日発売[8]、ISBN 978-4-592-22355-9
  5. 2022年7月20日発売[9]、ISBN 978-4-592-22366-5
  6. 2022年11月18日発売[10]、ISBN 978-4-592-22367-2
  7. 2023年3月20日発売[11]、ISBN 978-4-592-22368-9
    - 『小冊子付き特装版』同日発売[12]、ISBN 978-4-592-22880-6

  8. 2023年8月18日発売[13]、ISBN 978-4-592-22369-6
  9. 2023年11月20日発売[14]、ISBN 978-4-592-22370-2
  10. 2024年3月19日発売[15]、ISBN 978-4-592-22479-2
  11. 2024年7月19日発売[16]、ISBN 978-4-592-22491-4
  12. 2024年11月20日発売[17]、ISBN 978-4-592-22508-9
    - 『小冊子付き特装版』同日発売[18]、ISBN 978-4-592-23034-2

  13. 2025年2月20日発売[19]、ISBN 978-4-592-22519-5
  14. 2025年3月19日発売[20]、ISBN 978-4-592-22523-2
  15. 2025年8月20日発売[21]、ISBN 978-4-592-22541-6

## 受賞
- 第6回みんなが選ぶTSUTAYAコミック大賞 ブックライブ賞[22]

## 実写映画
2025年3月7日に公開された。監督は耶雲哉治、主演は本作が映画初単独主演となる宮世琉弥。

### キャスト
- 宇郷奏人：宮世琉弥[23]
- 知見才南：久間田琳加[2][23]
- 土井垣凌：中島颯太（FANTASTICS）[2][23]
- 能原柚里：米倉れいあ[2][23]

### スタッフ
- 原作：安斎かりん『顔だけじゃ好きになりません』（白泉社「花とゆめ」連載）[2]
- 監督：耶雲哉治[2][23]
- 脚本：三浦希紗[2][23]
- 音楽：遠藤浩二[2][23]
- 主題歌：ILLIT「Almond Chocolate」（Polydor Records）[24]
- エグゼクティブ・プロデューサー：豊島雅郎、冨岡幸雄[23]
- 企画プロデュース：田辺圭吾[23]
- プロデューサー：明石直弓、原尭志[23]
- 撮影：豊納正俊[23]
- 美術：松本知恵[23]
- 照明：田中心樹[23]
- 録音：赤澤靖大[23]
- 装飾：内田紫織[23]
- スタイリスト：里山拓斗[23]
- ヘアメイク：飯干美紀[23]
- スクリプター：村松愛香[23]
- 編集：武田晃[23]
- 音響効果：松浦大樹[23]
- VFXプロデューサー：赤羽智史[23]
- VFXスーパーバイザー：村上優悦[23]
- 助監督：高橋智宏、窪田祐介[23]
- 制作担当：土田守洋、入江広明[23]
- ラインプロデューサー：原田耕治[23]
- 宣伝プロデューサー：渡辺実莉
- 制作プロダクション：アスミック・エース、ROBOT[2]
- 製作幹事・配給：アスミック・エース[2]
- 製作：『顔だけじゃ好きになりません』製作委員会[2]（アスミック・エース、TCエンタテインメント、テレビ東京、白泉社、日本出版販売、ROBOT）